# Otto Koch (Politiker, 1866)
Paul Ludwig Otto Koch (* 31. August 1866 in Siebenlehn; † 11. November 1934 in Dresden) war ein deutscher Politiker und sächsischer Landtagsabgeordneter (FVp/DDP).

## Leben
Koch wurde als Sohn eines Pfarrers geboren, besuchte das Gymnasium in Chemnitz und studierte von 1886 bis 1890 Theologie an der Universität Leipzig. Nach dem Abschluss der theologischen und pädagogischen Prüfung war er seit 1891 als Oberlehrer und Professor am Freiherrlich von Fletcher'schen Lehrerseminar in Dresden-Neustadt tätig. 1924 wurde er Studiendirektor an der Freiherrlich von Fletcherschen Aufbauschule und Deutschen Oberschule zu Dresden-Neustadt. Im Jahr 1931 trat er in den Ruhestand.
Von 1909 bis 1918 war Koch Mitglied der 2. Kammer des Sächsischen Landtages für den Wahlkreis Stadt Dresden 6. Von 1915 bis 1918 amtierte Koch als Sekretär der II. Kammer. 1919 war er als Mitglied der DDP Abgeordneter der Sächsischen Volkskammer und wirkte an der Erarbeitung der sächsischen Verfassung von 1920 mit.

## Schriften
- Otto Koch (Hrsg.): Festschrift zur Hundertjahrfeier des Freiherrlich von Fletcherschen Schullehrerseminars zu Dresden 1825–1925. Adam, Dresden 1925.